# Gerd Wixforth
Gerd Wixforth (* 24. Januar 1934 in Gütersloh; † 15. April 2014) war ein deutscher Verwaltungsjurist und 30 Jahre lang Stadtdirektor der Stadt Gütersloh.

## Lebenslauf
Gerd Wixforth, Sohn des späteren Stadtkämmerers von Gütersloh Walter Wixforth, machte 1954 sein Abitur am Evangelisch Stiftischen Gymnasium Gütersloh und studierte anschließend Rechtswissenschaften in München, Freiburg und Münster. 1958 legte er das erste Staatsexamen ab und wurde Referendar bei der Stadtverwaltung Münster und der Landesbank für Westfalen. Seine Dissertation schrieb er 1962 über „Die gemeindliche Finanzhoheit und ihre Grenzen“. 1963 stieg er in Düsseldorf in die Wirtschaftsberatung AG (Wibera) ein, 1966 wurde er Stadtkämmerer und Erster Beigeordneter der Stadt Gütersloh. 1969 wurde er zum Stadtdirektor ernannt, ein Amt, das er nach seinen Wiederwahlen 1981, 1989 und 1997 bis zu seiner Pensionierung 1999 innehatte. Von 1999 bis 2004 führte er in der Bertelsmann Stiftung die Geschäfte der Initiative für Beschäftigung OWL. Seit 2004 kümmerte er sich als Vorstandsmitglied ehrenamtlich um die Finanzen der Bürgerstiftung Gütersloh und war Mitglied im Aufsichtsrat der Teutoburger Wald-Eisenbahn.
Wixforth wirkte außerdem als Hauptverwaltungsbeamter im Verwaltungsrat und Kreditausschuss der Sparkasse Gütersloh, als Präsident der Verbandsversammlung der Westfälisch-Lippischen Sparkassen, im Verwaltungsrat der WestLB, im Aufsichtsrat von Syskoplan und Vorsitzender des Trägervereins der Auguste-Viktoria-Klinik in Bad Oeynhausen. 1969 wurde er in den Aufsichtsrat des Gemeinnützigen Bauvereins Gütersloh gewählt; von 1986 bis 2000 war er Vorsitzender des Aufsichtsrates. Ehrenamtlich engagierte er sich auf lokaler Ebene zudem für das Deutsche Rote Kreuz Gütersloh (Wixforth war 33 Jahre lang Vorsitzender des DRK-Ortsvereins), das Evangelisch Stiftische Gymnasium, die Miele-Stiftung sowie als stellvertretender Vorsitzender der Renate Gehring-Stiftung.
Im Jahr 2000 gründete Wixforth innerhalb der Bürgerstiftung Gütersloh den Wixforth-Fonds Gesundheitswesen mit 1 Million D-Mark aus seinem Privatvermögen für die Unterstützung von Projekten im öffentlichen Gesundheitssektor.
Wixforth starb am 15. April 2014 an den Folgen eines Verkehrsunfalls am Neujahrstag. Seine Witwe Lilo Wixforth wurde bei der Beisetzung von ihren Kindern und Enkeln begleitet.

## Ehrungen
- 1992: Honorary Officer of the Order of the British Empire, für seine Verdienste um die Gütersloher Städtepartnerschaften und die Verbesserung des Miteinanders der Bevölkerung von Gütersloh und der dort stationierten britischen Soldaten und ihrer Familien
- 1994: Dr.-Johann-Christian-Eberle-Medaille in Gold
- 1999: Deutsche Feuerwehr-Ehrenmedaille des Deutschen Feuerwehrverbands
- 7. November 2008: Verdienstkreuz erster Klasse des Verdienstordens der Bundesrepublik Deutschland
- 24. Januar 2009: Ehrenbürger der Stadt Gütersloh zu seinem 75. Geburtstag